# Kazimierz Sakowicz
Kazimierz Sakowicz (ur. 1894, zm. 5 lipca 1944) – polski dziennikarz, oficer i członek ruchu oporu, świadek zbrodni w Ponarach.
Sakowicz przed wojną był wydawcą i dziennikarzem Przeglądu Gospodarczego w Wilnie i oficerem polskiej armii. W czasie wojny należał do polskiego ruchu oporu (Armii Krajowej).
Po wybuchu wojny Sakowicz musiał przeprowadzić się do nowego mieszkania. Nowy dom Sakowicza znajdował się w miejscowości Ponary na obrżeżach miasta (dziś dzielnica Wilna). Ze strychu swojego domu Sakowicz przez wiele miesięcy obserwował pobliskie egzekucje, w których Niemcy i ich litewscy kolaboranci w ciągu kilku lat wymordowali dziesiątki tysięcy osób – Żydów, polskich intelektualistów, radzieckich jeńców. Sakowicz nie tylko obserwował te wydarzenia, ale także zapoznał się z kilkoma szaulisami. 
Swoje notatki, prowadzone od 11 lipca 1941 roku, zakopywał w butelkach po wodzie sodowej przy werandzie swego domu, zostały one odnalezione po wojnie. Skatalogowano i opublikowano je dopiero w latach 90., aczkolwiek do tej pory nie odnaleziono notatek z okresu od listopada 1943 do śmierci Sakowicza w lipcu 1944 roku. Jego notatki na temat zbrodni w Ponarach, opracowane przez Rachelę Margolis, opublikowano dopiero w 1999 pod redakcją Jana Malinowskiego pod tytułem Dziennik pisany w Ponarach od 11 lipca 1941 r. do 6 listopada 1943 r. (hebrajskie wydanie ukazało się w 2000, niemieckie wydanie w 2003, angielskie w 2005; wydanie litewskie w 2012).
Sakowicz zginął w 1944 r., śmiertelnie raniony, prawdopodobnie w zasadzce zorganizowanej przez litewskich kolaborantów (szaulisów), którzy prawdopodobnie zauważyli jego zainteresowanie ich działaniami i postanowili zabić niewygodnego świadka.
Jego mogiła znajduje się na cmentarzu Na Rossie w Wilnie.

## Literatura dodatkowa
- Kazimierz Sakowicz: Dziennik pisany w Ponarach od 11 lipca 1941 r. do 6 listopada 1943 r., Biblioteka Wileńskich Rozmaitości i Towarzystwo Miłośników Wilna i Ziemi Wileńskiej, 1999, ISBN 83-87865-01-X